# Glyptorhagada
Glyptorhagada é um género de gastrópode  da família Camaenidae.

## Espécies
Este género contém as seguintes espécies:
- Glyptorhagada asperrima (Hedley, 1905)
- Glyptorhagada bordaensis (Angas, 1880)
- Glyptorhagada duvalae Solem, 1992
- Glyptorhagada euglypta Tate, 1899
- Glyptorhagada janaslini Solem, 1992
- Glyptorhagada kooringensis (Angas, 1877)
- Glyptorhagada silveri (Angas, 1868)
- Glyptorhagada tattawuppana Solem, 1992
- Glyptorhagada umberatana Cotton, 1953
- Glyptorhagada umbilicata Solem, 1992
- Glyptorhagada wilkawillina Solem, 1992